# لیزا فرانکنشتاین
لیزا فرانکنشتاین (به انگلیسی: Lisa Frankenstein) یک فیلم کمدی ترسناک آمریکایی به نویسندگی دیابلو کودی و کارگردانی زلدا ویلیامز در اولین کارگردانی بلند خود است. در این فیلم کاترین نیوتون، کول اسپراوس، لیزا سوبرانو، هنری آیکنبری، جو کرست، کارلا گوجینو و جنا دیویس ایفای نقش می‌کنند. قرار است در ۹ فوریه ۲۰۲۴ در ایالات متحده توسط فوکس فیچرز منتشر شود.

## داستان
در سال ۱۹۸۹، یک دختر نوجوان گوت به نام لیزا پرستوهای نادرست، یک جسد خوش تیپ از دوران ویکتوریا را در طی یک طوفان رعدوبرق زنده می‌کند و با استفاده از یک دستگاه برنزه کننده خراب در گاراژ خود، شروع به بازسازی او به مرد رویاهای خود می‌کند. پس از گذراندن یک دگرگونی شوخ‌آمیز، این دو عاشق سفری مرگبار را آغاز می‌کنند تا عشق واقعی، خوشبختی و چند عضو گمشده بدن را در مسیر پیدا کنند.